# Haut-Rhin
Haut-Rhin (nemško Oberelsass, oznaka 68) je francoski departma, imenovan po Renu, ki ga loči od Nemčije. Je del regije Alzacija.

## Zgodovina
Departma je bil ustanovljen med francosko revolucijo 4. marca 1790 v južnem delu Alzacije.
Njegove meje so se spreminjale večkrat:
- 1798 je na jugu vključil Mulhouse, pred tem svobodno mesto in zadnja švicarska enklava;
- 1800 je prevzel celotni departma Mont-Terrible;
- 1814 je izgubil predhodnje ozemlje Mont-Terrible, ki je bil vrnjen Švici, razen stare kneževine Montbéliarda;
- 1816, je izgubil Montbéliard, ki je bil dodeljen departmaju Doubs;
- 1871 je bil po Frankfurtskem sporazumu večinoma anektiran s strani Nemčije, preostanek pa je bil oblikovan v  ozemlje Belforta;
- 1919 je bil z Versaillskim sporazumom po koncu prve svetovne vojne vrnjen Franciji, vendar ločen od Belforta;
- 1940 si ga je ob invaziji na Francijo ponovno prisvojila Nemčija;
- 1944 je bil dokončno vrnjen Franciji.

## Geografija
Haut-Rhin (Gornji Ren) leži v južnem delu Alzacije. Na severu meji na Bas-Rhin, na vzhodu na reko Ren oz. Nemčijo in Švico, na zahodu pa na departmaja Vogezi (Lorena) in Belfort (Franche-Comté). Najvišji vrh Grand Ballon je s 1424 m hkrati tudi najvišji vrh celotne regije.